# Chiba Bank

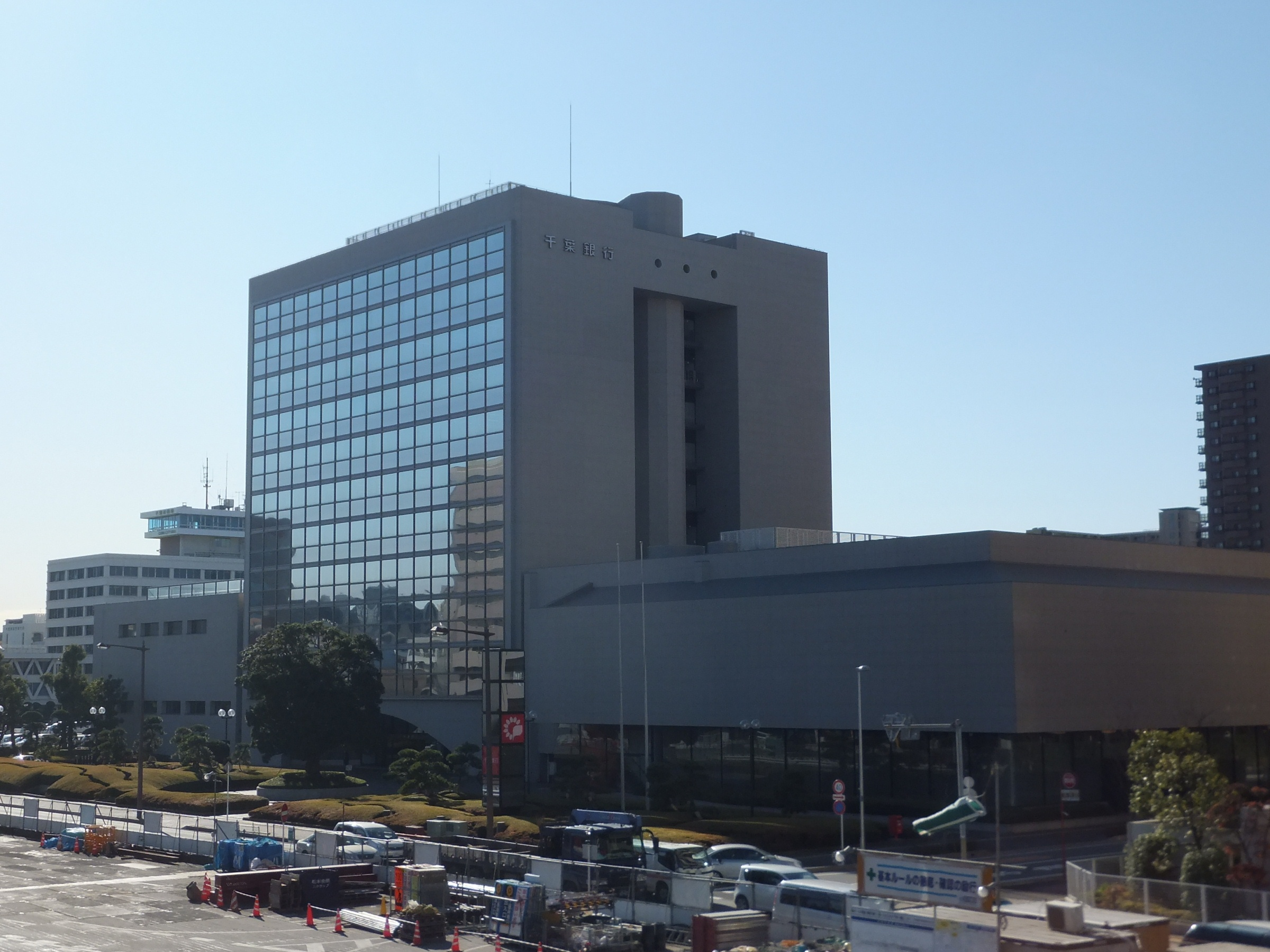
Chiba Bank

Chiba Bank é um banco comercial japonês, sediado em Chiba.

## História
O Chiba Bank é o terceiro maior banco regional do Japão.